# پلاتفرمیسم

نماد این گرایش ستاره‌ای با دو نیمه سرخ و سیاه است.

پلاتفرمیسم، پلتفورمیسم یا پلتفرمیسم (به انگلیسی: Platformism) شکلی از سازمان‌دهی آنارشیستی چپ است که با این ایده که هر سازمان پلاتفرمیست می‌باید افرادی را شامل شود که با ایده‌های محوری گروه کاملاً موافق باشند و نظرات مخالف آن را رد کنند، به دنبال متحد ساختن مشارکت‌کنندگان خود است. پلاتفرمیسم بر نیاز به سازمان‌های آنارشیستی با سازمان‌دهی محکم که قادر به تأثیرگذاری بر جنبش‌های طبقۀ کارگر و دهقانان باشند تأکید دارد.
هواداران این ایده عقیدهٔ وانگاردیسم (پیشگام‌گرایی) لنین را رد می‌کنند و به جای آن به «برجسته کردن ایده‌های آنارشیستی در مبارزه طبقاتی» می‌اندیشند. بنا بر اندیشهٔ پلتفورمیست‌ها، چهارپایه اصلی که سازمان آنارشیست باید بدان عمل کند، وحدت ایدئولوژیک، اتحاد تاکتیکی، مسئولیت‌پذیری جمعی و فدرالیسم است.

## تاریخچه
وجه تسمیه «پلتفورم» به بیانیه‌ای در سال ۱۹۲۶ تحت عنوان پلتفورم سازمان‌دهی تمامی اتحادیه‌های آنارشیست (پیش‌نویس) بازمی‌گردد. این بیانیه توسط عده‌ای از آنارشیست‌های تبعیدی روس در مجلهٔ Dielo Truda (نام مجله در روسی به معنی «هدف کارگران» است) چاپ شد. نویسندگان این بیانیه عده‌ای از آنارشیست‌های تبعیدی روسیه بودند که از سال ۱۹۱۷ پس از وقوع انقلاب اکتبر ترک وطن کردند. به خصوص نستور ماخنو که در سال‌های ۱۹۱۸–۱۹۲۱ نقش ویژه‌ای در غرب روسیه و اوکراین ایفا کرد پلتفورم در واقع بیانی از تجربیات چگونگی موفقیت بلشویک‌ها و تسلطشان بر دیگر آنارشیست‌ها بود. این پلت فرم تلاش کرد که شکست‌های جنبش آنارشیست را در دوران انقلاب روسیه در خارج از اوکراین بررسی کرده و توضیح دهد. این سند تحسین و انتقاد آنارشیست‌های سراسر جهان را برانگیخت و موجب گشایش بحث بزرگی در میان جنبش آنارشیست شد.
امروزه پلتفورمیسم یکی از جریان‌های بزرگ آنارشیستی در سراسر جهان است. بیش از سی حزب و سازمان پلتفورمیست در پروژهAnarkismo.net حضور دارند که از نقاط مختلف آفریقا، آمریکای لاتین، آمریکای شمالی و اروپا هستند. شبکه‌یAnarkismo دارای بزرگترین بدنهٔ بین‌الملل در میان آنارشیست‌هاست و از این جهت نسبت به سنتزیسم فدراسیون‌های بین‌المللی آنارشیست و انجمن بین‌المللی کارگران آنارکو-سندیکالیسم بزرگترست. با این حال به صورت رسمی یک نهاد بین‌المللی ندارد و قصد رقابت با دیگر نهادهای نامبرده را نیز ندارد.

## اصول
در پلتفورم چهار پایهٔ کلیدی و ویژگی تمیز دادن پلتفورمیسم اینچنین توصیف شده‌اند:
- اتحاد در تاکتیک — «یک خط تاکتیکی رایج در جنبش، اهمیت تعیین‌کننده‌ای برای وجود سازمان و نهضت دارد: این اصل از تأثیرات فاجعه‌بار وجود چندین تاکتیک مخالف یکدیگر جلوگیری می‌کند و نیروهای جنبش را تمرکز می‌دهد و آن‌ها را به سوی هدفی مشترک هدایت می‌کند، هدفی که پایدار است».[۶]
- اتحاد در تئوری — «اصول تئوریک نشان‌دهندهٔ نیرویی است که فعالیت افراد و سازمان‌ها را در مسیری مشخص به سوی یک هدف مشخص هدایت می‌کند. طبیعتاً باید همهٔ افراد و سازمان‌ها و اتحادیه‌ها به اصول تئوری مشترکی وفادار باشند. همهٔ فعالیت‌های اتحادیه عمومی، چه در کلیات و چه در جزئیات آن، باید با هماهنگی کامل با اصول نظری شناخته شدهٔ اتحادیه باشد».[۷]
- مسئولیت‌پذیری جمعی — «اعمال و مسئولیت‌های مبتنی بر شخص و فرد را باید قاطعانه محکوم کرد و در میان جنبش‌های آنارشیستی آن‌ها رد کرد. حوزه‌های زندگی انقلابی، اجتماعی و سیاسی، از نظر طبیعت و ذات عمیقاً جمعی هستند. فعالیات انقلابی-اجتماعی در این حوزه‌ها نمی‌تواند بر اساس مسئولیت فردی افراد ستیزه‌جو باشد».[۸]
- فدرالیسم — «در برابر تمرکزگرایی، آنارشیسم همیشه از اصل فدرالیسم دفاع کرده‌است که استقلال و ابتکار افراد و سازمان را با خدمت به علم مشترک تلفیق می‌کند».[۹]

همچنین در پلتفرم اذعان شده «ما نیازی حیاتی به سازماندهی داریم تا بتوانیم بیشترین همراه و شریک را به آنارشیسم جذب کنیم، یک خط تاکتیکی و سیاسی مشترک برای آنارشیسم را ایجاد کنیم و به این ترتیب به عنوان یک راهنما برای کل جنبش خدمت کنیم.» به طور خلاصه، اتحاد در این ایده به معنای وحدت ایده‌ها و اقدامات است؛ نه تنها به معنی مشترک بودن و اتحاد داشتن در استفاده از واژه آنارشیسم.